# Micropholcomma bryophilum
Espèce
Synonymes
- Microlinypheus bryophilus Butler, 1932

Micropholcomma bryophilum est une espèce d'araignées aranéomorphes de la famille des Anapidae.

## Distribution
Cette espèce est endémique d'Australie. Elle se rencontre de la Tasmanie au Queensland.

## Publication originale
- Butler, 1932 : « Studies in Australian spiders. No. 2 ». Proceedings of the Royal Society of Victoria, vol. 44, p. 103-117.